# Mikel Unanue (pelotari)
Miguel Ángel Unanue Calvo, llamado Mikel Unanue o el zurdo de Añorga (San Sebastián, Guipúzcoa, 22 de abril de 1968) es un pelotari español profesional en la modalidad de mano.
Debutó como profesional el 1 de agosto de 1987 en el frontón Zinema de Zarauz (Guipúzcoa). Juega como delantero con la empresa Asegarce. Entre su palmarés se encuentran los siguientes trofeos:
- 1991 Subcampeón Parejas
- 1995 Subcampeón Parejas, Subcampeón del 4 y Medio
- 1997 Subcampeón de Euskadi de Parejas
- 1998 Campeón Parejas, Subcampeón Torneo Campeones Parejas
- 1999 Campeón Copa Lehendakari Parejas, 4 y Medio

, Campeón Torneo Telecinco 4 y Medio
- 2000 Subcampeón Parejas, Campeón Torneo Telecinco 4 y Medio

## Finales de mano parejas
| Año     | Campeones              | Subcampeones     | Tanteo | Frontón   |
| ------- | ---------------------- | ---------------- | ------ | --------- |
| 1991-92 | Vergara II - Arretxe   | Unanue - Zezeaga | 22-18  | Ogueta    |
| 1994-95 | Retegi II - Errandonea | Unanue - Zezeaga | 22-17  | Atano III |
| 1997-98 | Unanue - Errasti       | Etxaniz - Elkoro | 22-21  | Atano III |
| 2000    | Titin III - Lasa III   | Unanue - Errasti | 22-19  | Ogueta    |

## Finales Cuatro y Medio
| Año  | Campeón | Subcampeón | Tanteo | Frontón |
| ---- | ------- | ---------- | ------ | ------- |
| 1995 | Nagore  | Unanue     | 22-18  | Ogueta  |
| 1999 | Unanue  | Eugi       | 22-11  | Ogueta  |

- Datos: Q4892045